# نادي الجوهرة
نادي الجوهرة الرياضي هو فريق كرة قدم عراقي مقره في بابل، تم تأسيسه عام 2021، يلعب في الدوري العراقي الدرجة الثانية.

## تاريخ
في السنة الأولى من تأسيسه لعب الفريق في الدوري العراقي الدرجة الثالثة، حيث تمكن الفريق من تقديم نتائج جيدة، لذلك تمت ترقيته إلى الدوري العراقي الدرجة الثانية.

## روابط خارجية
- أندية العراق - تواريخ التأسيس